# Takumi-kun Series 4: Pure
Takumi-kun Series 4: Pure (タクミくんシリーズ4「Pure 〜ピュア〜」?) es la cuarta película perteneciente a la franquicia de Takumi-kun Series, una serie de novelas ligeras de género shōnen-ai escritas por Shinobu Gotō. Fue dirigida por Kenji Yokoi y estrenada el 18 de diciembre de 2010. Se trata de un spin-off de la película anterior de la franquicia, Takumi-kun Series 3: Bibō no Detail, centrándose en dos parejas secundarias; la primera compuesta Arata Misu y Kanemitsu Shingyōji, y la segunda por Izumi Takabayashi y Michio Yoshizawa.

## Argumento
Se acerca Tanabata y las preparaciones comienzan en la Academia Shidou, con Takumi (Kyōsuke Hamao) y Shingyōji (Taiki Naitō) dedicándose a decorar el tradicional árbol de los deseos. Shingyōji recuerda su primer encuentro con su amante Arata (Ryōma Baba) y de cómo se enamoró de este a primera vista, pero al mismo tiempo se muestra apesadumbrado puesto que parece ser el único que expresa su amor por su pareja en su muy contrastada relación. Arata usa el amor de Shingyōji para utilizarlo como le plazca y jamás muestra ninguna clase de bondad hacia él; Shingyōji incluso dedujó que lo único que se unían al tener relaciones eran sus cuerpos y nada más. El comportamiento frío de Arata y su eventual indiferencia llevan a Shingyōji a alejarse de este, creyendo que respetar su espacio personal sería lo mejor para ambos. Sin embargo, cuando un senpai de Arata reaparece en la escuela, un abatido Shingyōji se aleja aún más de este y se refugia en Takumi, lo que crea un triángulo de celos.
Al mismo tiempo, la relación de Izumi (Ryō Mitsuya) con Yoshizawa (Yutaka Kobayashi) comienza a debilitarse debido a que ninguno de los dos es capaz de expresar lo que verdaderamente siente; Izumi desea que su novio sea más dominante y tome el control de la relación, mientras que Yoshizawa se empecina en darle libertad a Izumi porque teme asfixiarlo. Izumi termina acudiendo a Gii, algo que Yoshizawa malinterpreta y comienza a sentir celos de este.

## Reparto
- Ryōma Baba como Arata Misu
- Taiki Naitō como Kanemitsu Shingyōji
- Yukihiro Takiguchi como Shōzō Akaike
- Ryō Mitsuya como Izumi Takabayashi
- Yutaka Kobayashi como Michio Yoshizawa
- Yūsuke Irose como Takahiro Sagara
- Kyōsuke Hamao como Takumi Hayama
- Daisuke Watanabe como Giichi "Gii" Saki

## Producción
La composición de la música estuvo a cargo de Kōji Endō. Al igual que en todas las películas anteriores, la filmación tuvo lugar en el hotel British Hills, en Iwase, prefectura de Fukushima.